# الجميل (عمان)
الجميل (بالإنجليزية: Al Jumayyil)‏ هي بلدة في محافظة عمان إلى الشمال الغربي من الأردن.